# Associazione Sportiva L'Aquila 1936-1937
Questa voce raccoglie le informazioni riguardanti l'Associazione Sportiva L'Aquila nelle competizioni ufficiali della stagione 1936-1937.

## Stagione
Per l'Associazione Sportiva L'Aquila, la stagione 1936-1937 fu la 3ª in Serie B. I rossoblù parteciparono, inoltre, per la 2ª volta alla Coppa Italia.
Al terzo anno nella dispendiosa serie cadetta, la società si ritrovò obbligata a risanare i conti e fu costretta a cedere la stella della squadra — Annibale Frossi, peraltro fresco vincitore di un oro olimpico al torneo di calcio di Berlino 1936 — all'Ambrosiana-Inter; insieme a lui salutarono il capoluogo abruzzese anche Giuseppe Dentuti, Augusto Mattei e Romolo Remigi, causando un notevole ridimensionamento del pacchetto avanzato. I rossoblù resistettero invece alle pressanti richieste per il portiere Orlando Sain che rimase in rossoblù.

L'incidente ferroviario che coinvolse la squadra e in cui morì l'allenatore Attilio Buratti.

La stagione fu fortemente condizionata dall'incidente ferroviario del 3 ottobre 1936: in prossimità di Contigliano, la littorina su cui viaggiava la squadra diretta a Verona per disputare la 4ª giornata di campionato, si scontrò frontalmente con un treno postale. Nell'impatto, perse la vita l'allenatore Attilio Buratti mentre buona parte dei calciatori risultò gravemente ferita.
La squadra fu quindi affidata all'ungherese András Kuttik, allenatore del Bari nella precedente stagione in Serie A. Per la situazione emergenziale, alla società fu inoltre concessa una finestra straordinaria per il tesseramento di nuovi calciatori: arrivarono, pertanto, Otello Trombetta e Giacomo Valentini dalla Roma e Giorgio Verità dal Novara.
L'Aquila tornò in campo il 1º novembre, a circa un mese dalla tragedia, per la sfida contro la Pro Vercelli. Gli abruzzesi, costretti a recuperare gli incontri rinviati, furono vittima di un calendario particolarmente impegnativo tra novembre e dicembre, riuscendo a tornare alla vittoria solamente alla 13ª giornata contro la Catanzarese, a distanza di tre mesi e mezzo dalla precedente, ma chiusero comunque il girone d'andata in ultima posizione. Nonostante l'impegno profuso e un discreto girone di ritorno — in cui collezionarono 16 punti, frutto di 6 vittorie e 4 pareggi ―, i rossoblù terminarono il campionato in 14ª posizione venendo retrocessi in Serie C. 
L'Aquila ben figurò invece in Coppa Italia, torneo nel quale, dopo aver eliminato il Parma nel primo turno, fu sconfitta di misura dall'Ambrosiana-Inter nei sedicesimi di finale.

## Divise
L'Aquila presenta per la prima volta la divisa principale a strisce rossoblù, già utilizzata nella passata stagione come maglia di riserva.
| Casa |

## Rosa
| N. |                   | Ruolo | Calciatore                    |
| -- | ----------------- | ----- | ----------------------------- |
|    | Italia (bandiera) | D     | Giovanni Antolini             |
|    | Italia (bandiera) | C     | Giovanni Battioni             |
|    | Italia (bandiera) | A     | Marino Bon                    |
|    | Italia (bandiera) | D     | Pio Angelo Brindisi           |
|    | Italia (bandiera) | C     | Valerio Gravisi               |
|    | Italia (bandiera) | D     | Floro Laroma Iezzi (capitano) |
|    | Italia (bandiera) | C     | Armando Lenzarini             |
|    | Italia (bandiera) | C     | Luigi Lessi                   |
|    | Italia (bandiera) | A     | Osvaldo Martini               |
|    | Italia (bandiera) | D     | Augusto Mattei (II)           |
|    | Italia (bandiera) | C     | Luigi Michetti                |
|    | Italia (bandiera) | C     | Duilio Pastorelli (I)         |

| N. |                   | Ruolo | Calciatore            |
| -- | ----------------- | ----- | --------------------- |
|    | Italia (bandiera) | D     | Bruno Poletti         |
|    | Italia (bandiera) | C     | Alfredo Romagnoli (I) |
|    | Italia (bandiera) | C     | Bruno Rossi (I)       |
|    | Italia (bandiera) | D     | Luigi Rossini         |
|    | Italia (bandiera) | P     | Orlando Sain          |
|    | Italia (bandiera) | P     | Gorido Stornelli      |
|    | Italia (bandiera) | C     | Dino Testoni          |
|    | Italia (bandiera) | A     | Otello Trombetta      |
|    | Italia (bandiera) | A     | Giuseppe Ugolini      |
|    | Italia (bandiera) | A     | Giacomo Valentini     |
|    | Italia (bandiera) | A     | Giorgio Verità        |
|    | Italia (bandiera) | D     | Pasquale Viganò       |

## Risultati

### Serie B

#### Girone di andata
| Aquila degli Abruzzi 13 settembre 1936 1ª giornata                                   | L'Aquila  | 4 – 2        | Vezio Parducci Viareggio | Stadio XXVIII Ottobre |
| \| \| \| \| \| Rossi I 16’ Bon 41’, 77’ Battioni 55’ \| Marcatori \| 5’, 20’ Pini \| |           |              |                          |                       |
|                                                                                      |           |              |                          |                       |
| Rossi I 16’ Bon 41’, 77’ Battioni 55’                                                | Marcatori | 5’, 20’ Pini |                          |                       |

| Cremona 20 settembre 1936 2ª giornata                               | Cremonese | 2 – 0 | L'Aquila | Stadio Giovanni Zini |
| \| \| \| \| \| Del Grosso 17’ Testoni 75’ (aut.) \| Marcatori \| \| |           |       |          |                      |
|                                                                     |           |       |          |                      |
| Del Grosso 17’ Testoni 75’ (aut.)                                   | Marcatori |       |          |                      |

| Aquila degli Abruzzi 27 settembre 1936 3ª giornata                                                   | L'Aquila  | 1 – 5                                          | Livorno | Stadio XXVIII Ottobre |
| \| \| \| \| \| Battioni 38’ (rig.) \| Marcatori \| 1’, 35’ Angelini 45’, 74’ Arcari IV 62’ Trebbi \| |           |                                                |         |                       |
| |           |                                                |         |                       |
| Battioni 38’ (rig.)                                                                                  | Marcatori | 1’, 35’ Angelini 45’, 74’ Arcari IV 62’ Trebbi |         |                       |

| Vercelli 1º novembre 1936 7ª giornata                         | Pro Vercelli | 1 – 1         | L'Aquila | Stadio Leonida Robbiano |
| \| \| \| \| \| Parissone 28’ \| Marcatori \| 85’ Valentini \| |              |               |          |                         |
|                                                               |              |               |          |                         |
| Parissone 28’                                                 | Marcatori    | 85’ Valentini |          |                         |

| Aquila degli Abruzzi 8 novembre 1936 8ª giornata | L'Aquila | 0 – 0 | Catania | Stadio XXVIII Ottobre |

| La Spezia 15 novembre 1936 6ª giornata (rec.) | Spezia    | 1 – 0 | L'Aquila | Stadio Alberto Picco |
| \| \| \| \| \| Zuliani 33’ \| Marcatori \| \| |           |       |          |                      |
|                                               |           |       |          |                      |
| Zuliani 33’                                   | Marcatori |       |          |                      |

| Aquila degli Abruzzi 22 novembre 1936 9ª giornata | L'Aquila  | 0 – 1     | Messina | Stadio XXVIII Ottobre |
| \| \| \| \| \| \| Marcatori \| 40’ Gerbi \|       |           |           |         |                       |
|                                                   |           |           |         |                       |
|                                                   | Marcatori | 40’ Gerbi |         |                       |

| Pisa 29 novembre 1936 10ª giornata                                        | Pisa      | 2 – 1         | L'Aquila | Campo del Littorio |
| \| \| \| \| \| Chiapulin 79’ Pomponi 85’ \| Marcatori \| 89’ Valentini \| |           |               |          |                    |
|                                                                           |           |               |          |                    |
| Chiapulin 79’ Pomponi 85’                                                 | Marcatori | 89’ Valentini |          |                    |

| Aquila degli Abruzzi 6 dicembre 1936 11ª giornata                           | L'Aquila  | 1 – 3                          | Palermo | Stadio XXVIII Ottobre |
| \| \| \| \| \| Verità 10’ \| Marcatori \| 12’, 83’ Di Falco 68’ Bonesini \| |           |                                |         |                       |
|                                                                             |           |                                |         |                       |
| Verità 10’                                                                  | Marcatori | 12’, 83’ Di Falco 68’ Bonesini |         |                       |

| Verona 13 dicembre 1936 4ª giornata (rec.) | Verona | 0 – 0 | L'Aquila | Stadio comunale Bentegodi |

| Aquila degli Abruzzi 16 dicembre 1936 5ª giornata (rec.) | L'Aquila | 0 – 0 | Venezia | Stadio XXVIII Ottobre |

| Bergamo 20 dicembre 1936 12ª giornata                  | Atalanta  | 2 – 0 | L'Aquila | Stadio Mario Brumana |
| \| \| \| \| \| Savio 35’ Remigi 87’ \| Marcatori \| \| |           |       |          |                      |
|                                                        |           |       |          |                      |
| Savio 35’ Remigi 87’                                   | Marcatori |       |          |                      |

| Aquila degli Abruzzi 27 dicembre 1936 13ª giornata             | L'Aquila  | 2 – 0 | Catanzarese | Stadio XXVIII Ottobre |
| \| \| \| \| \| Battioni 6’ (rig.) Lessi 62’ \| Marcatori \| \| |           |       |             |                       |
|                                                                |           |       |             |                       |
| Battioni 6’ (rig.) Lessi 62’                                   | Marcatori |       |             |                       |

| Brescia 3 gennaio 1937 14ª giornata                      | Brescia   | 2 – 0 | L'Aquila | Stadium |
| \| \| \| \| \| Girometta 15’ Olmi 38’ \| Marcatori \| \| |           |       |          |         |
|                                                          |           |       |          |         |
| Girometta 15’ Olmi 38’                                   | Marcatori |       |          |         |

| Modena 10 gennaio 1937 15ª giornata                                                                       | Modena    | 6 – 1        | L'Aquila | Campo di piazza d'Armi |
| \| \| \| \| \| Nehadoma 20’ Zironi I 34’, 66’ Sentimenti IV 44’, 53’, 70’ \| Marcatori \| 87’ Battioni \| |           |              |          |                        |
| |           |              |          |                        |
| Nehadoma 20’ Zironi I 34’, 66’ Sentimenti IV 44’, 53’, 70’                                                | Marcatori | 87’ Battioni |          |                        |

#### Girone di ritorno
| Viareggio 17 gennaio 1937 16ª giornata                   | Vezio Parducci Viareggio | 0 – 2                  | L'Aquila | Stadio polisportivo |
| \| \| \| \| \| \| Marcatori \| 26’ Battioni 40’ Lessi \| |                          |                        |          |                     |
|                                                          |                          |                        |          |                     |
|                                                          | Marcatori                | 26’ Battioni 40’ Lessi |          |                     |

| Aquila degli Abruzzi 24 gennaio 1937 17ª giornata                                                    | L'Aquila  | 3 – 2                           | Cremonese | Stadio XXVIII Ottobre |
| \| \| \| \| \| Lessi 3’ Valentini 5’ Antolini 30’ \| Marcatori \| 10’ (aut.) Viganò 38’ Gibertoni \| |           |                                 |           |                       |
| |           |                                 |           |                       |
| Lessi 3’ Valentini 5’ Antolini 30’                                                                   | Marcatori | 10’ (aut.) Viganò 38’ Gibertoni |           |                       |

| Livorno 31 gennaio 1937 18ª giornata                      | Livorno   | 2 – 0 | L'Aquila | Stadio Edda Ciano Mussolini |
| \| \| \| \| \| Pitto 41’ Arcari IV 75’ \| Marcatori \| \| |           |       |          |                             |
|                                                           |           |       |          |                             |
| Pitto 41’ Arcari IV 75’                                   | Marcatori |       |          |                             |

| Aquila degli Abruzzi 7 febbraio 1937 19ª giornata                      | L'Aquila  | 2 – 1         | Verona | Stadio XXVIII Ottobre |
| \| \| \| \| \| Lessi 84’ Antolini 88’ \| Marcatori \| 57’ Remondini \| |           |               |        |                       |
|                                                                        |           |               |        |                       |
| Lessi 84’ Antolini 88’                                                 | Marcatori | 57’ Remondini |        |                       |

| Venezia 14 febbraio 1937 20ª giornata                                | Venezia   | 3 – 0 | L'Aquila | Stadio Pier Luigi Penzo |
| \| \| \| \| \| Viganò 38’ (aut.) Dalfini 83’, 86’ \| Marcatori \| \| |           |       |          |                         |
|                                                                      |           |       |          |                         |
| Viganò 38’ (aut.) Dalfini 83’, 86’                                   | Marcatori |       |          |                         |

| Aquila degli Abruzzi 21 febbraio 1937 21ª giornata | L'Aquila | 0 – 0 | Spezia | Stadio XXVIII Ottobre |

| Aquila degli Abruzzi 28 febbraio 1937 22ª giornata        | L'Aquila  | 1 – 1       | Pro Vercelli | Stadio XXVIII Ottobre |
| \| \| \| \| \| Poletti 65’ \| Marcatori \| 43’ Svageli \| |           |             |              |                       |
|                                                           |           |             |              |                       |
| Poletti 65’                                               | Marcatori | 43’ Svageli |              |                       |

| Catania 7 marzo 1937 23ª giornata                                                            | Catania   | 4 – 2          | L'Aquila | Campo di piazza Esposizione |
| \| \| \| \| \| Franzoni 24’, 67’ Brossi 28’ De Bartoli 59’ \| Marcatori \| 29’, 75’ Lessi \| |           |                |          |                             |
|                                                                                              |           |                |          |                             |
| Franzoni 24’, 67’ Brossi 28’ De Bartoli 59’                                                  | Marcatori | 29’, 75’ Lessi |          |                             |

| Messina 14 marzo 1937 24ª giornata                                 | Messina   | 2 – 1         | L'Aquila | Stadio Gazzi |
| \| \| \| \| \| Romolo Re 44’, 80’ \| Marcatori \| 49’ Valentini \| |           |               |          |              |
|                                                                    |           |               |          |              |
| Romolo Re 44’, 80’                                                 | Marcatori | 49’ Valentini |          |              |

| Aquila degli Abruzzi 28 marzo 1937 25ª giornata     | L'Aquila  | 2 – 0 | Pisa | Stadio XXVIII Ottobre |
| \| \| \| \| \| Battioni 20’, 67’ \| Marcatori \| \| |           |       |      |                       |
|                                                     |           |       |      |                       |
| Battioni 20’, 67’                                   | Marcatori |       |      |                       |

| Palermo 4 aprile 1937 26ª giornata                                               | Palermo   | 3 – 1       | L'Aquila | Stadio del Littorio |
| \| \| \| \| \| Bonesini 5’ Icardi 23’ Spinola 82’ \| Marcatori \| 7’ Antolini \| |           |             |          |                     |
|                                                                                  |           |             |          |                     |
| Bonesini 5’ Icardi 23’ Spinola 82’                                               | Marcatori | 7’ Antolini |          |                     |

| Aquila degli Abruzzi 18 aprile 1937 27ª giornata       | L'Aquila  | 1 – 1      | Atalanta | Stadio XXVIII Ottobre |
| \| \| \| \| \| Lessi 33’ \| Marcatori \| 27’ Remigi \| |           |            |          |                       |
|                                                        |           |            |          |                       |
| Lessi 33’                                              | Marcatori | 27’ Remigi |          |                       |

| Catanzaro 2 maggio 1937 28ª giornata                                                                      | Catanzarese | 3 – 4                                    | L'Aquila | Stadio Militare |
| \| \| \| \| \| Guasconi 21’, 76’ Regalino 26’ \| Marcatori \| 7’ Trombetta 11’ Antolini 29’, 34’ Lessi \| |             |                                          |          |                 |
| |             |                                          |          |                 |
| Guasconi 21’, 76’ Regalino 26’                                                                            | Marcatori   | 7’ Trombetta 11’ Antolini 29’, 34’ Lessi |          |                 |

| Aquila degli Abruzzi 9 maggio 1937 29ª giornata                                                | L'Aquila  | 5 – 1         | Brescia | Stadio XXVIII Ottobre |
| \| \| \| \| \| Lessi 20’, 24’ Antolini 30’, 77’ Valentini 33’ \| Marcatori \| 60’ Girometta \| |           |               |         |                       |
|                                                                                                |           |               |         |                       |
| Lessi 20’, 24’ Antolini 30’, 77’ Valentini 33’                                                 | Marcatori | 60’ Girometta |         |                       |

| Aquila degli Abruzzi 16 maggio 1937 30ª giornata         | L'Aquila  | 1 – 1     | Modena | Stadio XXVIII Ottobre |
| \| \| \| \| \| Battioni 70’ \| Marcatori \| 67’ Galli \| |           |           |        |                       |
|                                                          |           |           |        |                       |
| Battioni 70’                                             | Marcatori | 67’ Galli |        |                       |

### Coppa Italia

#### Preliminari
| Arbitro: | Curradi (Firenze) |

|  |           |               |
|  | Marcatori | 70’ Valentini |

#### Fase finale
| Arbitro: | Carminati (Milano) |

|                                                      |           |                                                |
| Mattei 3’ (aut.) Meazza 17’ Ferrari 23’ Bisigato 46’ | Marcatori | 1’ (aut.) Buonocore 43’ Valentini 90’ Battioni |

## Statistiche

### Statistiche di squadra
| Competizione | Punti | In casa | In casa | In casa | In casa | In casa | In casa | In trasferta | In trasferta | In trasferta | In trasferta | In trasferta | In trasferta | Totale | Totale | Totale | Totale | Totale | Totale | DR  |
| Competizione | Punti | G       | V       | N       | P       | Gf      | Gs      | G            | V            | N            | P            | Gf           | Gs           | G      | V      | N      | P      | Gf     | Gs     | DR  |
| ------------ | ----- | ------- | ------- | ------- | ------- | ------- | ------- | ------------ | ------------ | ------------ | ------------ | ------------ | ------------ | ------ | ------ | ------ | ------ | ------ | ------ | --- |
| Serie B      | 24    | 15      | 6       | 6       | 3       | 23      | 18      | 15           | 2            | 2            | 11           | 13           | 33           | 30     | 8      | 8      | 14     | 36     | 51     | -15 |
| Coppa Italia | -     | 0       | 0       | 0       | 0       | 0       | 0       | 2            | 1            | 0            | 1            | 4            | 4            | 2      | 1      | 0      | 1      | 4      | 4      | 0   |
| Totale       | -     | 15      | 6       | 6       | 3       | 23      | 18      | 17           | 3            | 2            | 12           | 17           | 37           | 32     | 9      | 8      | 15     | 40     | 55     | -15 |